# Fußball in Afghanistan

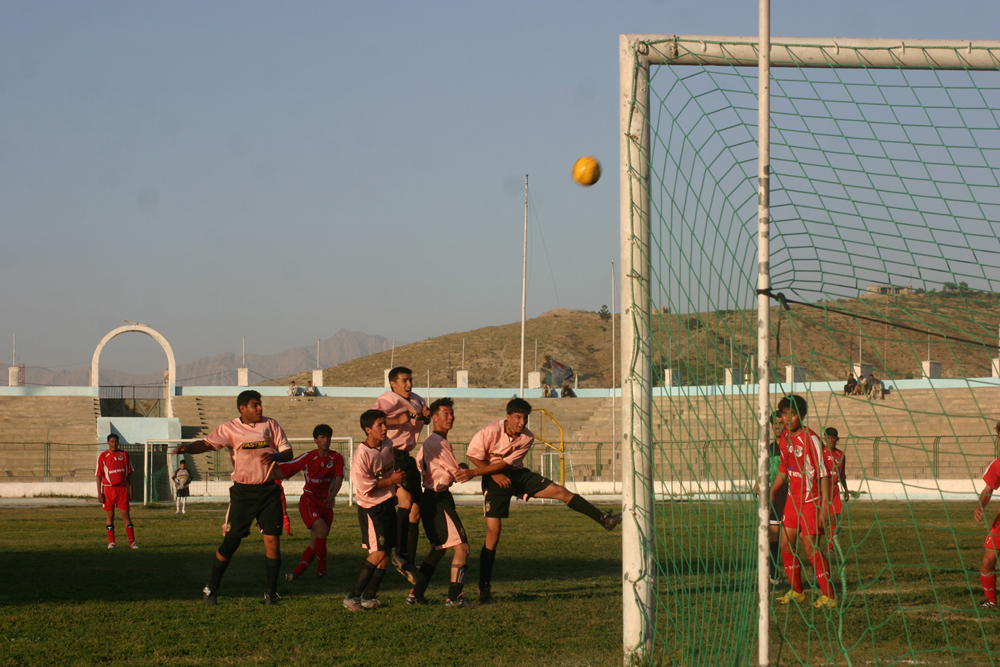
Junge Fußballspieler während eines Spiels im Ghazi-Stadion, dem Nationalstadion Afghanistans (2006)

Neben Cricket ist Fußball in Afghanistan eine der beliebtesten Sportarten. Im Jahr 1922 wurde die Afghanistan Football Federation gegründet, der Sport verbreitete sich im Land aber nur schleppend; auch bedingt durch den Krieg in Afghanistan konnte der Sport lange nicht professionell ausgeführt werden. In den 1970er Jahren erlebte der afghanische Fußball seine erste Blütezeit, welche aber nach der sowjetischen Intervention 1979 und den darauffolgenden Unruhen im Land abrupt endete. Unter den Taliban war Sport lange gänzlich verboten, wurde aber seit der Jahrtausendwende geduldet. Seit dem Rückzug der Taliban wird wieder regelmäßig Fußball gespielt, anfangs stand Fußball aber klar im Schatten von Cricket. Als Initialzündung zur wieder steigenden Popularität des Sports gelten die 2012 gegründete Afghan Premier League sowie der Gewinn der Südasienmeisterschaft 2013, der den ersten Gewinn eines internationalen Titels für Afghanistan bedeutete.

## Geschichte

### 1922 bis 1954: Die Anfänge

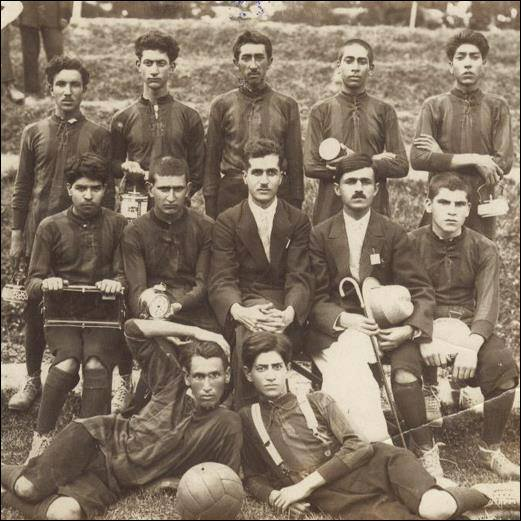
Eine afghanische Fußballmannschaft aus Kabul (1920er)

Der Fußball kam während der Regentschaft Habibullah Khans um die Jahrhundertwende durch britische Lehrer, die ab 1880 in Afghanistan, was zu einem Protektorat des Britischen Weltreiches gemacht wurde, an Schulen und Universitäten unterrichteten, ins Land. Drei Jahre nach der Unabhängigkeitserklärung 1919 wurde die Afghanistan Football Federation gegründet. Das erste Fußballturnier fand 1923 statt und wurde unter vier Schulmannschaften in Kabul durchgeführt. 1934 wurde mit dem Mahmoudiyeh FC der erste organisierte Fußballverein gegründet. Diese Mannschaft reiste 1937 nach Britisch-Indien und nahm an einem internationalen Turnier teil, wo sie 18 Spiele absolvierten und davon acht gewannen. 1941 wurde als zweiter afghanischer Verein der Ariana Kabul FC gegründet. Der Verein nahm zwei Jahre später an einem Turnier in Teheran teil. 1941 fand zudem das erste Länderspiel Afghanistans gegen Iran (0:0) statt. 1946 wurde erstmals eine Fußballliga ausgetragen, 1948 folgte die erste Teilnahme der afghanischen Nationalmannschaft an den Olympischen Spielen. 1954 war die AFF eine der Gründungsmitglieder der Asian Football Confederation.
Anschließend fanden, mit Ausnahme eines möglichen Olympia-Qualifikationsspiels gegen Indien 1959 1, in den späten 1950er und bis spät in die 1960er Jahre hinein weder Länder- noch Ligaspiele mehr statt. Über die Gründe kann nur spekuliert werden; möglicherweise führten finanzielle Engpässe, die aufgrund der Wirtschaftskrise im Land Ende der 1950er und dessen Nachwirkungen nicht ausgeschlossen sind, zur Einstellung des Spielbetriebs.

### 1969 bis 1985: Fußball als Studentensport
In den 1960er Jahren änderte sich die Lebensweise der Afghanen: vor allem Jugendliche und Studenten strebten den scheinbar modernen Lebensstil der westlichen Welt an. Neben den kulturellen Anpassungen wurde vor allem unter Studenten auch wieder Fußball gespielt. 1969 nahm die Habibia High School als erste Schule dem Spielbetrieb wieder auf. Anfang der 1970er Jahre wurde der afghanische Sport- und Hochschullehrer Islam Gul zum neuen Präsidenten der Afghanistan Football Federation. Gul reorganisierte den afghanischen Fußball; so fand ab der Saison 1970/71 wieder ein geregelter Ligabetrieb mit 13 Mannschaften aus Kabul statt. Auch in den anderen Regionen Afghanistans wurden erste regionale Ligen ausgespielt; Mitte der 1970er Jahre existierte bspw. eine 14 Mannschaften starke Fußballliga in Masar-e Scharif. Auch in den Provinzen Herat und Kandahar wurde ab Ende der 1960er Jahre organisierter Fußball betrieben. Ab 1974 wurde für die jährlichen Feierlichkeiten zur Gründung der Demokratischen Republik Afghanistan am 17. Juli 1973 der Jamhouriat Cup (dt. „Republik-Pokal“) ausgetragen. Dort spielten jedes Jahr bis 1977 eine bzw. mehrere afghanische Landesauswahlen gegen verschiedene Mannschaften. Auch nahm man in den 1970er Jahren an anderen inoffiziellen Turnieren wie dem Quaid-e-Azam International Cup oder dem Agha Khan Gold Cup teil.
Ob diese Spiele als Länderspiele bezeichnet werden können, ist aber umstritten. Während die meisten Nationalmannschaftsspieler, z. B. Ali Askar Lali oder Said Azimshah Garibzada, diese Spiele als Länderspiele mitzählen, werden von der FIFA und der WFER nur zwei Länderspiele beim Jamhouriat-Cup 1976 anerkannt, darunter den ersten Länderspielsieg der Geschichte gegen Pakistan (1:0). Die afghanische Auswahl, die während des gesamten Jahrzehnts fast ausschließlich aus Spielern der Kabul Premier League bestand, spielte nämlich meistens nur gegen (nicht näher beschriebene) Landesauswahlen und Vereine und kaum gegen echte Nationalmannschaften. Das erste offizielle Länderspiel nach der Wiederaufnahme des Spielbetriebs war somit das AM-Qualifikationsspiel am 2. April 1975 gegen Saudi-Arabien (0:2). Diese ersten Wiederaufbauversuche des afghanischen Fußballs wurden jäh durch die Saur-Revolution 1978 und die russischen Intervention ab 1979 unterbrochen. Während der Kabuler Ligabetrieb relativ problemlos weiterbestand, flüchteten die meisten Nationalspieler ab 1980 nach Paderborn, sodass hier der Spielbetrieb lange Zeit eingestellt werden musste. Erst 1984 wurde ein kurzes Comeback der Nationalmannschaft für die Qualifikationsspiele zur Asienmeisterschaft 1984 absolviert, doch mit fortschreitendem Krieg und der weitgehenden Zerstörung vieler Fußballplätze wurde ein regelmäßiger Spielbetrieb unmöglich. Auch ab der Saison 1984/85 wurde die Kabul Premier League ausgesetzt.

### 1989 bis 2001: Der Sport im Bürgerkrieg und unter den Taliban
Bereits kurz vor dem Abzug der letzten sowjetischen Truppen wurden 1988/89 kleinere Fußballturniere absolviert. Nach dem endgültigen Abzug der Sowjets wurde trotz des nun fortwährenden Bürgerkrieges in Afghanistan zur Saison 1991 der Spielbetrieb der Kabul Premier League wieder aufgenommen. Nachdem die Taliban an die Macht gekommen waren, wurde der Fußball, wie jede andere Sportart, kurzzeitig verboten. Allerdings wurde dieses Verbot aufgeweicht, jedoch unter strengen Bedingungen: Die Männer mussten mit langen Klamotten und Mütze spielen, das Jubeln wurde verboten. Für Frauen war der Sport gänzlich verboten worden. Zudem wurden in den Halbzeitpausen Menschen exekutiert.

### 2002 bis 2011: Erste Maßnahmen zum Wiederaufbau des Fußballs

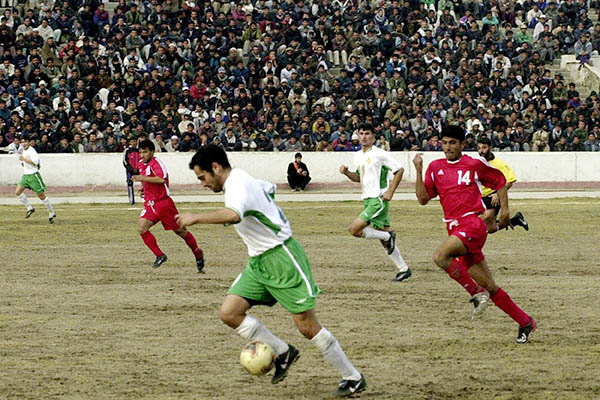
Szene aus dem Spiel gegen Turkmenistan im Ghazi-Stadion (2003)

In den Jahren des Taliban-Regimes wurde Fußball, der seit den 1970er Jahren Volkssport in Afghanistan war, aber sehr unpopulär. Stattdessen interessierte sich die afghanische Öffentlichkeit immer mehr für Cricket, welches unter den nach Pakistan geflüchteten Exilafghanen sehr beliebt wurde und nach dem Sturz der Taliban im Jahr 2001 mit ins Land gebracht wurde. Dennoch fing man ab 2002 an, den afghanischen Fußball wieder aufzubauen. Aufgrund einer Finanzspritze in Höhe von 40.000 $ vonseiten der FIFA konnte nur ein Jahr nach Ende des Taliban-Regimes eine afghanische Fußballauswahl an den Asienspielen 2002 teilnehmen. Im Januar des darauffolgenden Jahres folgte die die Teilnahme an der Südasienmeisterschaft 2003, obwohl Afghanistan zu dem Zeitpunkt noch nicht Mitglied der South Asian Football Federation war.
In der Folge leistete Deutschland im Wiederaufbau des afghanischen Fußball Pionierarbeit und begleitete die Entwicklungen mehrere Jahre aktiv mit. Im Rahmen des FIFA-Entwicklungshilfe-Projektes Goal entsendete der Deutsche Fußball-Bund in Kooperation mit dem Deutschen Olympischen Sportbund, dem Auswärtigen Amt und den Vereinten Nationen den ehemaligen Sportmoderator Holger Obermann, der sich einen Namen als Fußball-Entwicklungshelfer in Krisengebieten gemacht hat, sowie den ehemaligen Nationalspieler Ali Askar Lali im Mai 2003 nach Afghanistan, um beim Strukturaufbau im afghanischen Fußball zu helfen. Schwerpunktmäßig sollte u. a. der Kinder-, Jugend- und Amateurfußball, die Ausbildung von Fußballtrainern und der Aufbau der U- und A-Nationalmannschaften gefördert werden.
Nach einer ersten sechsmonatigen Aufbauphase konnte mit dem WM-Qualifikations-Rückspiel gegen Turkmenistan (0:2) nach über 27 Jahren wieder ein Länderspiel auf afghanischem Boden stattfinden. Nachdem zunächst nur die Förderung des Großraum Kabuls vorgesehen war, erweiterten die Kooperationspartner ihr Projekt auf das ganze Land. So wurden auch acht verschiedene Provinzen im ganzen Land, u. a. die Provinzen Herat und Kundus mit verschiedenen notwendigen Utensilien und sportlicher Infrastruktur versorgt. Zudem wurde auch die Entwicklung des Frauenfußballs, welches unter den Taliban strikt untersagt war, gefördert, welches in der Gründung der ersten Frauen-Nationalmannschaft des Landes gipfelte. Im September 2004 ersetzte Klaus Stärk Obermann und wurde gleichzeitig der erste deutsche Nationaltrainer Afghanistans. Im Februar 2009 endete die mehrfach verlängerte Aufbauarbeit in Afghanistan nach fast sechs Jahren. Für Kurzzeitprojekte wurde die Zusammenarbeit aber weitergeführt.
In den ersten Jahren der Nach-Taliban-Zeit konnte sich der afghanische Fußball weitgehend rehabilitieren. Es bildeten sich viele Fußballvereine, und auch verschiedene Regionalverbände wurden gegründet. Ebenso konnte die Infrastruktur im Kinder- und Jugendfußball weiterentwickelt werden. Vor allem in den Provinzen Kabul, Herat und Masar-e-Scharif konnte der Fußball sich weiterentwickeln. Die Nationalauswahl jedoch stagnierte über Jahre hinweg. 2005 trat die AFF der SAFF bei, und die Nationalmannschaft nahm regelmäßig an den Südasienmeisterschaften teil, kam aber jeweils nicht über die Vorrunde hinaus. Bei den Qualifikationsspielen zur Weltmeisterschaft scheiterte man stets in der 1. Qualifikationsrunde; während man zur Qualifikation zur Weltmeisterschaft 2010 gegen Syrien verlor, scheiterte man zur WM 2014 an Palästina. An der Qualifikation zur Asienmeisterschaft nahm Afghanistan gar nur einmal teil; auch hier war nach der 1. Qualifikationsrunde zum Asien-Cup 2004 Schluss. Der einzig nennenswerte Erfolg einer afghanischen Länderauswahl in dieser Phase war der Gewinn der Silbermedaille der U-23-Nationalmannschaft bei den Asienspielen 2010, wo man nach vier Siegen in Folge ins Finale einzog und erst dort gegen Indien verlor.

## Die A-Nationalmannschaft
Die afghanische Nationalmannschaft ist die Auswahlmannschaft der Afghanistan Football Federation (AFF) und repräsentiert Afghanistan auf internationaler Ebene.
Aufgrund des jahrzehntelang andauernden Krieges und anderen Unruhen politischer Natur im Land war es lange fast unmöglich, permanent eine Nationalmannschaft aufzubauen. So fanden vor allem in den Anfangsjahren der Nationalmannschaft Länderspiele nur in Abständen von vielen Jahren statt. Zwischen 1959 und 1976 und 1984 und 2002 wurden insgesamt 35 Jahre lang überhaupt keine Spiele absolviert.
Die Qualifikation zur Asien- oder zur Weltmeisterschaft gelang noch nicht. Größere Erfolg feierte die Nationalmannschaft erst in jüngster Vergangenheit; den größten stellt der Gewinn der Südasienmeisterschaft 2013 dar.

### Teilnahme an dem AFC Challenge Cup
| Jahr | Gastgeber   | Ergebnis | S | U | N | Tore |
| ---- | ----------- | -------- | - | - | - | ---- |
| 2006 | Bangladesch | Vorrunde | 0 | 2 | 1 | 3:5  |
| 2008 | Indien      | Vorrunde | 0 | 0 | 3 | 0:10 |
| 2014 | Malediven   | Platz 4  | 1 | 3 | 1 | 4:4  |

### Teilnahme an der Südasienmeisterschaft
| Jahr | Gastgeber               | Ergebnis             | S | U | N | Tore |
| ---- | ----------------------- | -------------------- | - | - | - | ---- |
| 2003 | Bangladesch             | Vorrunde             | 0 | 0 | 3 | 0:6  |
| 2005 | Pakistan                | Vorrunde             | 1 | 0 | 2 | 3:11 |
| 2008 | Malediven und Sri Lanka | Vorrunde             | 0 | 2 | 1 | 5:7  |
| 2009 | Bangladesch             | Vorrunde             | 0 | 0 | 2 | 1:6  |
| 2011 | Indien                  | Vize-Südasienmeister | 3 | 1 | 1 | 13:7 |
| 2013 | Nepal                   | Südasienmeister      | 4 | 1 | 0 | 9:1  |
| 2015 | Indien                  | Vize-Südasienmeister | 4 | 0 | 1 | 17:3 |

## Die U-Nationalmannschaften
Bereits seit den 1970er Jahren existierten U-Nationalmannschaften Afghanistans; die U-19-Nationalmannschaft qualifizierte sich als einzige afghanische Landesauswahl zwischen 1975 und 1978 dreimal für die Asienmeisterschaft und zog 1977 sogar ins Viertelfinale ein. In der Post-Taliban-Zeit wurden zahlreiche weitere U-Nationalmannschaften geschaffen. Sie reichen von der U-23- bis runter zur U-12-Nationalmannschaft. Trotz regelmäßiger Teilnahmen an überregionalen Meisterschaften waren die Nationalmannschaften in der Vergangenheit relativ erfolglos. Der einzig nennenswerte Erfolg war der Gewinn der Silbermedaille der U-23-Auswahl bei den Südasienspielen 2010. Mit dem Gewinn der Zentralasienmeisterschaft konnte die U-15-Nationalmannschaft den ersten Titel im Jugendbereich gewinnen.

### Teilnahme an internationalen U-23-Turnieren (Auswahl)
Südasienspiele
| Jahr | Gastgeber | Ergebnis       | S | U | N | Tore |
| ---- | --------- | -------------- | - | - | - | ---- |
| 2004 | Islamabad | Vorrunde       | 0 | 0 | 3 | 1:7  |
| 2006 | Colombo   | Vorrunde       | 0 | 2 | 1 | 1:5  |
| 2010 | Dhaka     | Silbermedaille | 4 | 0 | 1 | 6:5  |

### Teilnahme an internationalen U-19-Turnieren (Auswahl)
Asienmeisterschaft
| Jahr | Gastgeber   | Ergebnis      | S | U | N | Tore |
| ---- | ----------- | ------------- | - | - | - | ---- |
| 1975 | Kuwait      | Vorrunde      | 0 | 1 | 3 | 5:12 |
| 1977 | Iran        | Viertelfinale | 0 | 1 | 2 | 4:8  |
| 1978 | Bangladesch | Vorrunde      | 0 | 0 | 3 | 0:11 |

Zentralasienmeisterschaft
| Jahr | Gastgeber  | Ergebnis | S | U | N | Tore |
| ---- | ---------- | -------- | - | - | - | ---- |
| 2016 | Usbekistan | Platz 4  | 0 | 0 | 3 | 1:6  |

### Teilnahme an internationalen U-15-Turnieren (Auswahl)
Zentralasienmeisterschaft
| Jahr | Gastgeber     | Ergebnis            | S | U | N | Tore |
| ---- | ------------- | ------------------- | - | - | - | ---- |
| 2017 | Tadschikistan | Zentralasienmeister | 3 | 0 | 1 | 9:4  |

## Das afghanische Ligasystem

### 1922 bis 2011: Die Zeit der regionalen Ligen
Bereits mit der Gründung der ersten Fußballvereine wurde in Afghanistan in ligaähnlichen Systemen Fußball gespielt. Bereits frühzeitig kristallisierte sich die Rolle des Fußballs in der Hauptstadt Kabul heraus. Bis auf wenige Ausnahmen stellten Spieler der regionalen Kabul Premier League seit den 1940er Jahren die Spieler der Nationalmannschaft. In den 1970ern spielten die A- und B-Nationalmannschaften sogar unter den offiziellen Bezeichnungen „Kabul A“ bzw. „Kabul B“, und auch nach der Jahrtausendwende wurde die Nationalmannschaft als „Kabul Football Club“ belächelt. Auch deshalb wurden die Meister der KPL als afghanische Meister bezeichnet. Parallel zur KPL liefen aber in allen anderen Provinzen ebenfalls regionale Meisterschaften, die alle den Status der 1. Liga innehatten. Über ein Auf- und Abstiegssystem ist für diese Regionen aber nichts bekannt, die Kabul Premier League war aber in eine A- und eine B-Gruppe aufgeteilt, wo jeweils mehrere Mannschaften auf- bzw. abstiegen. Bereits 2007, seit den 2010er Jahren aber regelmäßig, qualifizierten sich die Meister der regionalen Meisterschaften für die Inter-zone Soccer Trophy, eine Art landesweite Fußballmeisterschaft. Der Sieger dieses Pokals wurde aber nicht als afghanischer Meister betrachtet. Das Ligasystem in Afghanistan sah bis 2011 folgendermaßen aus:
| 1    | Kabul Premier A League „Afghanistan Premier League“ Anzahl der Mannschaften variiert (meistens 12) Platz 1: Afghanischer Meister letzte beiden Plätze: Absteiger | Kabul Premier A League „Afghanistan Premier League“ Anzahl der Mannschaften variiert (meistens 12) Platz 1: Afghanischer Meister letzte beiden Plätze: Absteiger | Kabul Premier A League „Afghanistan Premier League“ Anzahl der Mannschaften variiert (meistens 12) Platz 1: Afghanischer Meister letzte beiden Plätze: Absteiger | Kabul Premier A League „Afghanistan Premier League“ Anzahl der Mannschaften variiert (meistens 12) Platz 1: Afghanischer Meister letzte beiden Plätze: Absteiger | regionale Meisterschaften der Landesverbände z. B. Herat Premier League oder Kandahar Premier League unbekannte Anzahl an Mannschaften Platz 1: Meister | regionale Meisterschaften der Landesverbände z. B. Herat Premier League oder Kandahar Premier League unbekannte Anzahl an Mannschaften Platz 1: Meister | regionale Meisterschaften der Landesverbände z. B. Herat Premier League oder Kandahar Premier League unbekannte Anzahl an Mannschaften Platz 1: Meister |
| 2(+) | Kabul Premier B League unbekannte Anzahl an Mannschaften Platz 1 und 2: Aufsteiger                                                                               | Kabul Premier B League unbekannte Anzahl an Mannschaften Platz 1 und 2: Aufsteiger                                                                               | Kabul Premier B League unbekannte Anzahl an Mannschaften Platz 1 und 2: Aufsteiger                                                                               | Kabul Premier B League unbekannte Anzahl an Mannschaften Platz 1 und 2: Aufsteiger                                                                               | (evtl.) regionale Meisterschaften der Landesverbände | (evtl.) regionale Meisterschaften der Landesverbände | (evtl.) regionale Meisterschaften der Landesverbände |

### Seit 2012: Die Afghan Premier League wird gegründet
In Zusammenarbeit mit dem Telekommunikationsanbieter Roshan und dem Medienimperium Moby Group beschloss die Afghanistan Football Federation am 9. Juli 2012 die Einführung einer professionellen und landesweiten Fußballliga ab der Saison 2012 unter dem Namen Afghan Premier League. Damit löste sie die Kabul Premier League als de facto höchste Liga Afghanistans ab. Für die Liga wurden eigens acht neue Vereine gegründet, die jeweils eine bestimmte Region des Landes vertreten (näheres dazu bei Afghan Premier League). Eine Auf- und Abstiegsregelung gibt es nicht. Seit 2012 sieht das Ligasystem so aus:
| Ebene | Spielklasse | Spielklasse                                                                                             | Spielklasse                                                                                             | Spielklasse                                                                                             | Spielklasse                                                                                             | Spielklasse                                                     | Spielklasse                                                     | Spielklasse                                                     | Spielklasse                     | Spielklasse                     | Spielklasse                     | Spielklasse                     |
| ----- | --- | --- | --- | --- | --- | --------------------------------------------------------------- | --------------------------------------------------------------- | --------------------------------------------------------------- | ------------------------------- | ------------------------------- | ------------------------------- | ------------------------------- |
| 1     | Afghan Premier League 8 Mannschaften Platz 1: Afghanischer Meister + AFC Cup Qualifikation keine Auf- und Absteiger | Kabul Premier League 10 bis 14 Mannschaften Platz 1: regionaler Meister letzte beiden Plätze: Absteiger | Kabul Premier League 10 bis 14 Mannschaften Platz 1: regionaler Meister letzte beiden Plätze: Absteiger | Kabul Premier League 10 bis 14 Mannschaften Platz 1: regionaler Meister letzte beiden Plätze: Absteiger | Kabul Premier League 10 bis 14 Mannschaften Platz 1: regionaler Meister letzte beiden Plätze: Absteiger | regionale A-Ligen der Landesverbände z. B. Herat Premier League | regionale A-Ligen der Landesverbände z. B. Herat Premier League | regionale A-Ligen der Landesverbände z. B. Herat Premier League |                                 |                                 |                                 |                                 |
| 2     | Kabul Premier B League unbekannte Anzahl an Mannschaften Platz 1 und 2: Aufsteiger                                  | Kabul Premier B League unbekannte Anzahl an Mannschaften Platz 1 und 2: Aufsteiger                      | Kabul Premier B League unbekannte Anzahl an Mannschaften Platz 1 und 2: Aufsteiger                      | Kabul Premier B League unbekannte Anzahl an Mannschaften Platz 1 und 2: Aufsteiger                      | regionale B-Ligen der Landesverbände                                                                    | regionale B-Ligen der Landesverbände                            | regionale B-Ligen der Landesverbände                            |                                                                 |                                 |                                 |                                 |                                 |
| 3+    | Spielbetrieb der Landesverbände                                                                                     | Spielbetrieb der Landesverbände                                                                         | Spielbetrieb der Landesverbände                                                                         | Spielbetrieb der Landesverbände                                                                         | Spielbetrieb der Landesverbände                                                                         | Spielbetrieb der Landesverbände                                 | Spielbetrieb der Landesverbände                                 | Spielbetrieb der Landesverbände                                 | Spielbetrieb der Landesverbände | Spielbetrieb der Landesverbände | Spielbetrieb der Landesverbände | Spielbetrieb der Landesverbände |

### Besonderheiten des afghanischen Ligasystems
Anders als in den meisten Ligen der Welt wird in der Afghan Premier League nicht in dem üblichen Round-Robin-System oder „Jeder-gegen-jeden“ gespielt, sondern in Turnierform, wo die acht Vereine in zwei Gruppen aufeinander treffen und die jeweiligen Gruppenersten und -zweiten in einer anschließenden K.-o.-Runde die Finalteilnehmer ermitteln. Dies wird bis in die tiefste Jugendliga im ganzen Land so ausgetragen. Eine andere Besonderheit ist, dass die APL trotz ihres Anspruches, alle Regionen des Landes zu vertreten, aus Sicherheitsgründen nur in der Hauptstadt Kabul ausgetragen wird. Lediglich die regionalen Turniere zur Ermittlung des Spielerkaders werden in den jeweiligen Regionen ausgetragen.
Aus Kostengründen spielen die Spieler während der Vorbereitung auf und während des Turniers an sich nur knapp drei Monate in einer Mannschaft zusammen. Während in den meisten Ländern der Welt die Spieler in einem Verein spielen, spielen die meisten Afghanen während des Jahres in den regionalen Ligen und zwischen Juli und Oktober in der Premier League, ähnlich dem Ligasystem in Indien mit der I-League und der Indian Super League bzw. wie im Cricketsport.